# Carina (wieś)
Carina (cyr. Царина) – wieś w Serbii, w okręgu kolubarskim, w gminie Osečina. W 2011 roku liczyła 529 mieszkańców.